# Joseph Henry
Joseph Henry (Albany, 17 de desembre de 1797 - Washington D. C., 13 de maig de 1878), va ser un físic estatunidenc conegut per la seva investigació en el camp de l'electromagnetisme. Va descobrir la inducció electromagnètica, encara que Faraday l'havia descobert abans.

## Vida
Joseph Henry provenia d'una família molt humil i es va veure obligat a treballar des de molt jove. Henry va fer d'aprenent de rellotger, encara que més tard reprendria els seus estudis a l'acadèmia d'Albany. El 1830, Joseph va descobrir el principi d'inducció electromagnètica, però va tardar tant a publicar l'estudi que es va concedir el descobriment a Michael Faraday. El 1831 va inventar el telègraf, que desenvolupà posteriorment Morse amb el seu suport. I gràcies a la invenció del telègraf, el 1835 va inventar el relé, que va ser pensat, en un primer moment, per perfeccionar el senyal del telègraf en línies de llarga distància, ja que la resistència del mateix cable de les línies debilitava el senyal fins a fer-lo inintel·ligible, encara que avui en dia és un element indispensable per al tractament de l'electricitat. Henry també va destacar com a administrador i va fomentar el desenvolupament de noves ciències. La unitat d'inductància va ser batejada en el seu nom.